# Rajd Costa Brava 1973
Rajd Costa Brava 1973 (21. Rally Costa Brava) – 21 edycja rajdu samochodowego Rajd Costa Brava rozgrywanego w Hiszpanii. Rozgrywany był od 10 do 12 lutego 1973 roku. Była to druga runda Rajdowych Mistrzostw Europy w roku 1973 oraz pierwsza runda Rajdowych Mistrzostw Hiszpanii.

## Klasyfikacja rajdu
| Miejsce                      | Kierowca                     | Pilot                        | Samochód                     | Czas                         | Strata                       |                              |
| Klasyfikacja generalna i ERC | Klasyfikacja generalna i ERC | Klasyfikacja generalna i ERC | Klasyfikacja generalna i ERC | Klasyfikacja generalna i ERC | Klasyfikacja generalna i ERC | Klasyfikacja generalna i ERC |
| ---------------------------- | ---------------------------- | ---------------------------- | ---------------------------- | ---------------------------- | ---------------------------- | ---------------------------- |
| 1.                           | Sandro Munari                | Mario Mannucci               | Lancia Fulvia 1.6 Coupé HF   | 4:17:45                      | 0.0                          |                              |
| 2.                           | Raffaele Pinto               | Arnaldo Bernacchini          | Fiat 124 Abarth Rallye       | 4:21:55                      | +4:10                        |                              |
| 3.                           | Sobiesław Zasada             | Ryszard Żyszkowski           | Porsche 911 S                | 4:35:37                      | +17:52                       |                              |
| 4.                           | Sergio Barbasio              | Gino Macaluso                | Fiat 124 Abarth Rallye       | 4:36:41                      | +18:56                       |                              |
| 5.                           | Joan Cruylles                | A. Duran                     | Seat 124 / 1600              | 4:55:57                      | +38:12                       |                              |
| 6.                           | Jose Maria Xiol              | Joan Arnella                 | Seat 1430                    | 5:01:15                      | +43:30                       |                              |
| 7.                           | Pedro Bonet                  | Eudaldo Bonet                | Seat 1430                    | 5:11:01                      | +53:16                       |                              |
| 8.                           | Antonio Melero               | A.P. de Lara                 | Simca 1200 S                 | 5:14:33                      | +56:48                       |                              |
| 9.                           | Joan Tarrés                  | Josep Maria Ventura          | Seat 1430                    | 5:16:43                      | +58:58                       |                              |
| 10.                          | José Maria Jordá             | F.J. Casanova                | Seat 1430                    | 5:23:37                      | +1:05:52                     |                              |